# Keinolahti
Keinolahti är en del av sjön Muddusjärvi i Finland.   Den ligger i landskapet Lappland, i den norra delen av landet, 1 000 km norr om huvudstaden Helsingfors. Keinolahti ligger 146 meter över havet. Arean är 0,23 kvadratkilometer. Den sträcker sig 1,0 kilometer i nord-sydlig riktning, och 0,4 kilometer i öst-västlig riktning.